# OV-1 (航空機)
OV-1 モホーク
米カリフォルニア州チノにあるプレーンズ オブ フェイムに動態展示されるOV-1 Mohawk
- 用途：偵察機、COIN機
- 製造者：グラマン
- 運用者

  -  アメリカ合衆国 （アメリカ陸軍）
  -  アルゼンチン（アルゼンチン陸軍）
  -  イスラエル（イスラエル空軍）
  -  韓国（大韓民國空軍）
- 初飛行：1959年4月14日
- 運用開始：1959年10月

OV-1は、アメリカ合衆国のグラマン社が製作した偵察機である。愛称のモホーク（Mohawk）は、ネイティブアメリカン部族のモホーク族に由来する。

## 開発
地上部隊が航空機による直接協同に求める、観測、偵察、軽攻撃の機能をすべて保有する高性能機として開発された。
陸軍と海兵隊から発注を受け、陸軍ではAO-1、海兵隊ではOF-1と呼ばれたが、早い段階で海兵隊が開発から外れたために陸軍単独開発となり、試作機YAO-1は1959年4月14日に初飛行した。同年10月から生産が開始され、アメリカ合衆国本土のみならずヨーロッパ、ラテンアメリカ、アジアにおいて広く使用された。1962年の三軍呼称統一によりOV-1と改称された。

## 運用
ベトナム戦争では当初、COIN機として試験運用され優秀な成績を残したものの、空軍の職域の侵害といった政治的理由から実用化しなかった。その後、STOL性能や搭載量を生かしつつ、側面観測の可能なSLAR（側方監視レーダー）を搭載したOV-1Bが開発された。ベトナム戦争中には、OV-10 ブロンコの空軍・海軍（海兵隊）との共同開発に参加し、同機に機種変更する計画もあったが、OV-1の評価が高かったことや前述の政治的理由で取りやめとなった。
このOV-1Bは、危険性の高い敵上空を飛行せずに側方から情報収集が可能である事から、ベトナム戦争後は旧西ドイツや大韓民国といった旧東側と接する国境線を有する国に派遣された。これらでは、国境線や休戦ラインを越えずに、敵の動向を把握する任務にOV-1Bと改良型であるOV-1Dは活用された。また、EV-1Cなどの電子偵察機バージョンも開発され、一部は旧西ドイツや韓国にも派遣されていた。湾岸戦争においても旧式機にもかかわらず少数機が参加している。
ほぼ全機が陸軍で使用されたものの、若干機がイスラエルに供与された。SLARを生かして国境線付近で対立国の軍事情報収集に用いられたといわれているが、実態は不明な点も多く、現在は退役。
また、アルゼンチンでは1992年にアメリカ陸軍を退役したOV-1Dが25機供与された（うち2機は部品取り用）。当初はアルゼンチン陸軍の第601偵察捜索飛行隊、2001年からは第601情報支援飛行隊が運用し、高い偵察能力から「陸軍の目」とも評された。アルゼンチンでは専ら偵察用として運用され、2003年サンタフェ洪水では被害地域の情報収集を行った。2015年に退役。

## スペック
- 全長：12.50 m
- 全幅：14.63 m
- 全高：3.86 m
- 翼面積：33.44 m2
- 全備重量：8,000 kg
- エンジン：ライカミング T53-L-7 ターボプロップ 1,400 hp×2
- 最大速度：496 km/h
- 実用上限高度：9,150 m
- 航続距離：1,500 km
- 武装
  - 固定武装無し（主翼下に小型爆弾を装備可能な型もある）
- 乗員: 2名

## 使用国
- アメリカ合衆国 - アメリカ陸軍
- イスラエル - イスラエル空軍
- アルゼンチン - アルゼンチン陸軍[1]
- 韓国 - 大韓民国空軍